# Gentianella liburnica
Gentianella liburnica är en gentianaväxtart som beskrevs av Ernest Mayer och H. Kunz. Gentianella liburnica ingår i släktet gentianellor, och familjen gentianaväxter. Inga underarter finns listade i Catalogue of Life.